# 聖戰士 (百獸王)
《百獸王五獅王》（[A]）是由日本東映製作、於東京12頻道放映的機器人動畫；主角機器人由五隻獅子合體而成。
之後銷售至美國由 世界節目製作公司 (WEP) 買下其版權，與東映另一部巨大機器人動畫《機甲艦隊》（機甲艦隊ダイラガーXV）合併为「Voltron: Defender of the Universe」（聖戰士：宇宙的保护神）播出。
之原文為日式外來語複合造字「Go Lion」，意為「五獅」，故此也在坊間也有將其以『五獅子』或『五獅王』作為稱呼。

## 故事

### 原作
西元1999年，半獸人伽爾拉（ガルラ）帝國統治宇宙，地球如同進入第三次世界大戰般摧毀殆盡，人類貶為奴隸。五位被囚的地球青年，從伽爾拉（ガルラ）城獄中逃往鄰近的阿爾提亞（アルテア）王國。深信父親遺言正等待著黃金旭、銀貴、黑鋼勇、青銅強、錫石宏等五人出現的法拉（ファーラ）公主，遂而將傳說中的守護神「五獅王（ゴライオン）」封印釋放，試圖阻止伽爾拉（ガルラ）帝國的暴虐侵略來解救這個黑暗世界，五獅合體的昔日惡魔復出後，成為手持「十王劍」的宇宙新救世主。

### 改編
|                                              |  |  |
| ——節錄自台視《聖戰士（百獸王五獅王）》（Voltron Lion Force）開場白 |  |  |

## 主要角色

### 阿爾提亞星球（アルテア星，Planet Arus）

#### 阿爾提亞城（アルテア城，Castle of Lions）

##### 駕駛員
| 角色                        | 配音       | 駕駛機             | 簡介 |
| --------------------------- | ---------- | ------------------ | --- |
| 凌雲（黃金旭）（Commander "Keith"）       | 井上和彦   | 黑獅子             | 五獅王五位駕駛員的首領。 |
| 明達（銀貴）（"Sven" Holgersson）       | 中尾隆聖   | 藍獅子的首任駕駛者 | 於原作劇情中的第6集內殞命。（之後原作片頭從第7集起，明達（銀貴）原來的登場畫面也因此置換為法拉公主。）在改編版中則改為負傷暫時退出，並且將原作中稍後出場的銀貴之弟－銀亮的設定改變，以傷癒復出後的身份再度登場（在原作中，銀亮後來在完結篇劇情中以匕首刺殺辛克萊王子後，墜落司令塔身亡；但此畫面在改編版中遭到刪除，因此明達（銀貴／銀亮）一角仍存命於往後第三季的故事當中。），並曾在原創劇集中一度重披戰袍駕駛藍獅子。 |
| 志成（黑鋼勇）（"Lance" Charles McClain） | 水島裕     | 紅獅子             | 原作版裡初期的個性比較膽怯且愛挖苦人，但在銀貴戰死後，變成了劇中成長幅度最大的角色。 |
| 高強（青銅強）（Tsuyoshi "Hunk" Garett）  | 玄田哲章   | 黃獅子             | |
| 小飛（錫石宏）（Darrell "Pidge" Stoker）  | 野澤雅子   | 綠獅子             | 在改編版中被設定為是《機甲艦隊》天鷹隊（クウ・ラガーチーム，Air Team）隊員－小強（陸奧ヤスオ，Chip Stoker）的孪生兄弟。 |
| （Princess Allura）[B]      | 鵜飼留美子 | 藍獅子的繼任駕駛者 | [C]星球的王國公主。 |

B  「Allura」中國大陸版字幕寫為『阿勞拉』，配音員的发音却像是『阿柔拉』。
C  「Arus」中國大陸版字幕寫為『阿拉斯』，配音員的发音却像是『阿鲁斯』。

##### 其他角色
- （軍師ライブル，Coran）／配音：藤城裕士
- （女官長ヒス，Nanny）／配音：青木和代

### 伽爾拉星（ガルラ，Planet Doom）
- （ダイ・バザール大帝王，King Zarkon）／配音：富田耕生（於原版中兼任片頭與本片中旁白）
- （シンクライン王子，Prince Lotor）／配音：神谷明
- （妖婆ホネルバ，Haggar）／配音：野澤雅子
- Queen Merla

辛克萊王子的未婚妻，只出場於改編版第三季原創的新角色。

## 主要機體

### （，Voltron）
由5架機器獅所組合而成的巨大機器人。在很久以前，於宇宙間不斷鬧事向神明挑戰，失敗之後被女神分為五塊封印於阿爾提亞（アルテア）星球，成為當地傳說中的五座守護神。主要武器為「十王劍（Blazing Sword）」。
- 黑獅子（ブラックライオン）

合體時變形為五獅王身體部位（包括背部摺疊變形的機翼）／頭部、大腿的機組。
- 紅獅子（レッドライオン）

合體時變形為五獅王右手臂部位的機組。
- 綠獅子（グリーンライオン）

合體時變形為五獅王左手臂部位的機組。
- 藍獅子（ブルーライオン）

合體時變形為五獅王右小腿腳部位的機組。
- 黃獅子（イエローライオン）

合體時變形為五獅王左小腿腳部位的機組。

#### 隱形五獅王（Stealth Voltron）
在《星際爭霸戰》（Voltron: The Third Dimension）中每當進入異空間時所昇華而成的流線新形態。

## 系列

### 百獸王五獅王（百獣王ゴライオン）

#### 工作人員
- 原作：八手三郎
- 製作人：折田至（東映）
- 音樂：武市昌久
- 演奏：東京室内樂協会
- 構成：高久進
- 角色設計：中村一夫
- 美術監督：池田繁美
- 企劃協力：秋野紅葉
- 設計協力：サブマリン、増尾隆之、原田吉朗
- 錄音監督：太田克己
- 選曲：村田好次
- 效果：今野康之（スワラプロダクション）
- 録音：映廣音響、茶畑三男
- 音響進行：池田昌彦
- 沖印：東映化学
- 總監督：田口勝彦
- 編劇：高久進、永井達郎、曾田博久、中原朗、櫻井正明、陶山智、吉野次郎、吉田耕助、酒井昭義
- 分鏡：田口勝彦、松浦錠平、落合正宗、岡迫和之、西久保利彦、神井裕行、小泉謙三、宮崎一哉、又野弘道
- 演出：神井裕行、石田昌平、渡部英雄、秋山勝仁、長尾齋、並里啓史、小鹿英吉、小澤範久、又野弘道
- 作畫監督：中村一夫、二宮常雄、樋口善法、谷口守泰、飯野皓、篠田章、太田博光、大北こうじ、田中守正、西城明
- 動畫檢查：安藤範雄、宇田八郎
- 動畫：グリーンボックス、太陽動畫、中村プロダクション、タイガープロ
- 背景：スタジオテイクワン、アニメランド、クローバーアート、マスコット
- 上色：ジャスト、スタジオエル、グリーンボックス、ミルキーウェイ、スタジオライフ
- 攝影監督：福田岳志→菅谷信行
- 攝影：三晃プロダクション、谷原スタジオ、スタジオウッド
- 剪輯：布施由美子→松本高行
- 特殊效果：田中孝夫、谷藤薫児、柴田睦子
- 色指定：及川握子、鈴木一海、伊藤偵二、若井喜治
- 製作主任：由井正俊
- 製作進行：金原芳治、深谷信弘、笠原達也、千原弘美、靭矢直人、竹山澄夫、須永司、森井俊行、樋口宗久、本田要
- 設定進行：小塚憲夫
- 製作事務：松井望
- 製作擔當：上野壽夫、柴山達雄
- 製作協力：東京動畫
- 製作：東映、東映エージェンシー

##### 主題歌
- 片頭曲

（作詞：千家和也／作曲：小林亞星／歌：水木一郎、蟋蟀'73、哥倫比亞搖籠會）
- 片尾曲

（作詞：千家和也／作曲：小林亞星／歌：水木一郎、蟋蟀'73、Feelin' Free）

#### 劇集列表

##### 日美共通
日本於1981年3月4日至1982年2月24日間，在每週三下午7時半至8時（第4集止）、週四下午6時至6時半（第5集起）播出，全劇總共52集。又在美國被定位為VOLTRON的第一季，於1984年9月10日至11月27日間，參雜了9集份量的《機甲艦隊》劇集一併播出。臺灣則於1985年（民國74年）由台視引進了改編版本，於9月25日起在每週三下午6時至6時半時段播出，不過放映情形卻並未完全依照美方或日方，在約莫播出十餘集後，便驟然換播《機甲艦隊》的部份直到播畢下檔；其餘的未播的劇集遭挪至1988年（民國77年）於每週一下午5時至5時半時段才得以復播。之後於1996年有線電視木喬心動頻道亦曾以中國所配音的《戰神金剛》版本重播。另外在香港，兩種版本都均有播出過，最初先於亞洲電視本港台首播原作，其後亦曾以之名在本港台播出改編版本，並在國際台另行播出英語原音影片。
| 集數 | 原作標題 | 改編標題                           | 台視標題    | 中文直译           |
| ---- | -------- | ---------------------------------- | ----------- | ------------------ |
| 1    |          | Space Explorers Captured           | 風雲際會    | 逃出奴隶城         |
| 2    |          | Escape to Another Planet           |             | 死灭的幻之星       |
| 3    |          | A Ghost and Four Keys              |             | 亡灵与五把钥匙     |
| 4    |          | The Missing Key                    | 曙光出現    | 传说巨人的复活     |
| 5    |          | The Princess Joins Up              |             | 新的战斗据点       |
| 6    |          | The Right Arm of Voltron           |             | 勇者银貴之死       |
| 7    |          | The Lion Has New Claws             |             | 美丽公主的战鬥     |
| 8    |          | The Stolen Lion                    | 猙獰面目    | 失竊的青狮子       |
| 9    |          | A Pretty Spy                       | 重施故技    | 恶魔之国的少女     |
| 10   |          | Secret of the White Lion           | 狡計敗露    | 白狮子的秘密       |
| 11   |          | Surrender                          | 越戰越強    | 地狱的红雨         |
| 12   |          | Bad Birthday Party                 |             | 大帝王的恶业       |
| 13   |          | The Witch Gets a Facelift          | 慧眼獨具    | 美女荷妮瓦出现     |
| 14   |          | Yurak Gets His Pink Slip           | 調虎離山    | 地狱的皇太子       |
| 15   |          | Give Me Your Princess              | 友情可貴    | 超越银的幻影       |
| 16   |          | Bridge Over The River Chozzerai    |             | 传说的爱之桥       |
| 17   |          | My Brother Is A Robeast            |             | 宇宙的挑战書       |
| 18   |          | Zarkon Is Dying                    |             | 恐怖森林的足音     |
| 19   |          | The Buried Castle                  | 尋寶歷險記  | 神祕幽灵城         |
| 20   |          | Pidge's Home Planet                |             | 再见地球           |
| 21   |          | It'll Be a Cold Day                | 愛麗公主    | 阿爾提亞的姐弟星   |
| 22   |          | The Deadly Flowers                 |             | 夢幻宇宙花         |
| 23   |          | It Takes Real Lions                | 公主身分    | 十三號星期五       |
| 24   |          | Raid of the Alien Mice             |             | 寻找細小身影       |
| 25   |          | Short Run of the Centipede Express | 秘密巨大砲  | 破坏巨大砲         |
| 26   |          | The Invisible Robeast              |             | 打倒看不见的敌人   |
| 27   |          | The Green Medusa                   |             | 巨大獸人的搖籃曲   |
| 28   |          | Treasure of Planet Tyrus           |             | 恶魔的生日         |
| 29   |          | Magnetic Attraction                |             | 火焰天空來袭       |
| 30   |          | The Sleeping Princess              |             | 皇太子的黑色恋情   |
| 31   |          | The Sincerest Form of Flattery     |             | 恐怖的機械獸人     |
| 32   |          | A Transplant for Blue Lion         |             | 看吧，百吨鐵拳     |
| 33   |          | Attack of the Fierce Frogs         |             | 宇宙青蛙的恐怖     |
| 34   |          | Lotor Traps Pidge                  |             | 地下潜行作战       |
| 35   |          | Doom Boycotts the Space Olympics   | 強力巨無霸  | 守护足球场         |
| 36   |          | Lotor's Clone                      |             | 光与影的死鬥       |
| 37   |          | Lotor's New Hitman                 |             | 宇宙的速度狂       |
| 38   |          | Raid of the Red Berets             |             | 狩猎五獅王         |
| 39   |          | The Captive Comet                  |             | 超重力星的陷阱     |
| 40   |          | The Little Prince                  |             | 没有明天的阿爾提亞 |
| 41   |          | There Will Be a Royal Wedding      |             | 勇者银之弟         |
| 42   |          | The Sand People                    |             | 呼唤死亡的沙行星   |
| 43   |          | Voltron Frees the Slaves           |             | 愤怒的少年决死队   |
| 44   |          | Voltron vs. Voltron                |             | 賈爾星的誓言       |
| 45   |          | One Princess to Another            | 深入虎穴    | 黑暗大军团         |
| 46   |          | The Mighty Space Mouse             | 飛鼠部隊    | 宇宙鼠加油         |
| 47   |          | Summit Meeting                     | 星際聯盟    | 自由七星           |
| 48   |          | Return of Coran's Son              | 宰相之子 上 | 与幻影重逢         |
| 49   |          | Coran's Son Runs Amok              | 宰相之子 下 | 希斯的末日         |
| 50   |          | Zarkon Becomes a Robeast           | 魔王落難    | 向伽爾拉大进击     |
| 51   |          | Lotor the King                     |             | 五獅王大苦战       |
| 52   |          | Final Victory                      |             | 燃烧吧，伽爾拉城   |

##### 美版原創
在美國又稱為『The New Adventures of Voltron』的Voltron第三季，於1985年10月21日～11月18日間播出。
| 集數 | 標題                           |
| ---- | ------------------------------ |
| 53   | Dinner and a Show              |
| 54   | Envoy from Galaxy Garrison     |
| 55   | Mousemania                     |
| 56   | The Shell Game                 |
| 57   | The Traitor                    |
| 58   | Volton Meets Jungle Woman      |
| 59   | Little Buddies                 |
| 60   | Who Was That Masked Man?       |
| 61   | Take a Robot to Lunch          |
| 62   | War and Peace... And Doom!     |
| 63   | Who's Flyin' Blue Lion?        |
| 64   | Enter Merla: Queen of Darkness |
| 65   | A Ghost of a Chance            |
| 66   | To Soothe the Savage Robeast   |
| 67   | Doom Girls on the Prowl        |
| 68   | With Friends Like You          |
| 69   | Lotor - My Hero?               |
| 70   | No Muse Is Good Muse           |
| 71   | The Alliance Strikes Back!     |
| 72   | Breakin' up is Hard to Doom    |

###### 電視特別篇
於1986年9月10日播映的改編版特別節目，兩架Voltron（Voltron Vehicle Force，即機甲艦隊与Voltron Lion Force，即百獸王五獅王）首度在影幕面前攜手同台聯合抗敵。被中国大陆译制者分为两集当做结局播放，分别是「公主遇险」和「联合战斗」。

### 星際爭霸戰（Voltron: The Third Dimension）
由World Events Productions（WEP）澳洲子公司於1999年製作的Voltron續集，全片以電腦動畫製作而成。台視於2001年引進，在劇中仍將Voltron(五獅王)譯為『聖戰士』，而其他人名及專有名詞則相異於以前。
| 集數 | 原文標題                       | 台視標題       |
| ---- | ------------------------------ | -------------- |
| 1    | Escape from Bastille-12        |                |
| 2    | Red Lion Breaks Loose          | 羅塔王子復仇記 |
| 3    | Building the Forces of Doom    | 夢幻魔境       |
| 4    | Lost Souls                     | 千均一髮       |
| 5    | A Rift in the Force            | 天羅地網       |
| 6    | Shades of Grey                 | 友情考驗       |
| 7    | Bride of the Monster           | 魔王的婚禮     |
| 8    | Dominus                        | 蜥蜴王         |
| 9    | Voltron vs. Dracotron          | 大戰火龍王     |
| 10   | Descent into Madness           | 黑獅劫難       |
| 11   | Pidge Gets Iced                | 霹靂冰風暴     |
| 12   | Dark Heart                     | 國王的靈魂     |
| 13   | The Big Lie                    | 星際諜報戰     |
| 14   | The Trial of Voltron           | 世紀大審判     |
| 15   | The Troika Moons               | 世紀末日       |
| 16   | Biography: The Voltron Force   | 聖戰龍虎榜     |
| 17   | Queen Ariella                  | 亞魯斯的秘密   |
| 18   | The Voltron Force Strikes Back | 英靈重現       |
| 19   | Stealth Voltron                | 隱形五獅王     |
| 20   | Gladiators                     | 世紀大對決     |
| 21   | Dominus Returns Home           | 蜥蜴王還鄉記   |
| 22   | The Hunter                     | 星際獵人       |
| 23   | Consider the Alternatives      | 另類聖戰隊     |
| 24   | Mind Games                     | 心靈遊戲       |
| 25   | Raid On Galaxy Garrison        | 絕地大反攻     |
| 26   | Castle Doom Dead Ahead         | 掙脫噩夢       |

### 五獅王·Force
《五獅王·Force》（Voltron Force）是將1980年的五獅王舊作重新設定與拍攝的美國動畫集，原定於2010年秋季放映，正式於2011年6月16日到2012年4月25日在尼克通電視聯播網播映。當時這部作品還與《鋼鐵人：裝甲冒險》（Iron Man: Armored Adventures）第二季一起在該頻道獨家首播。
這部由美國重新製作的《五獅王·Force》和日本原版《百獸王五獅王》有很大差異，其中法拉公主的駕駛服裝色彩，仍然踏襲星際爭霸戰（Voltron: The Third Dimension）與她所駕駛機器顏色更相符。

### 五獅王：傳說守護者
2016年由夢工廠聯同WEP公司所製作的全新動畫《五獅王：傳說守護者》（Voltron：Legendary Defender），由串流影片平台Netflix於2016年6月10日，一次推出了首季的全11集內容.，並在包括美國、加拿大、英國等十三個地區播放。2017年1月20日，則推出了全13集的第二季。第三季目前預定於2017年9月在Netflix上首播，並和第二季一樣全套13集。

#### 故事
幾千年來，邪惡的伽爾拉大帝國透過摧毀其他文明，和奴役各種種族的手段來侵略宇宙。唯一能阻止帝國的只有「傳說守護者」百獸王五獅王（Voltron），一個60米高由五個獅子組成的機器人。
一萬年前在阿爾提亞（Altea）被破壞的戰爭中，五獅王王被阿爾提亞王分開，以保不會落入伽爾拉的大‧巴札爾大帝王手中。阿爾提亞王將五獅的能量與他的女兒法拉的生命力量同步，並將他們穿過宇宙到不同的地方，直到下一代聖騎士的出現。法拉公主，她的管家克蘭，以及收藏獅子的城堡，與黑獅子一起被隱藏在阿魯斯星上。
現在，伽爾拉帝國征服宇宙和尋找五獅王的道路伸展到太陽系。一群太空飛行員——西羅，吉斯，蘭斯，皮吉和漢克——發現藍獅子，並被帶到阿魯斯星。他們遇見了法拉公主，成為下一代聖騎士，並重新聚集五隻獅子組成五獅王，並對抗大‧巴札爾大帝王的侵略，希望最終能夠打敗整個伽爾拉帝國。

#### 角色列表
由於故事被重新製作，大部分角色背景和原作有相當差距。

##### 主要角色
- 西羅（／Takashi "Shiro" Shirogane ）

配音：Josh Keaton
黑獅子駕駛員，性格成熟穩重，有時會和隊員一同玩鬧。原太空探險隊成員。暱稱「西羅」則是取自本名（與原作《百獸王五獅王》中陣亡角色銀貴相同）姓氏的前段發音。
在探索冥王星衛星期間被俘，一條手臂被換成機器臂，一年後成功逃跑返回地球，但失去當時記憶。
被解救的俘虜稱為「冠軍」，其解釋是因為西羅打敗了當時的競技場冠軍，並為出場打傷了皮吉的哥哥。最早發現皮吉是女生。
恢復記憶後解釋因為當時皮吉的哥哥嚇壞了無法上場戰鬥，所以假裝發狂將其打傷再代他出場。
《The Ark of Taujeer》發現敵人利用黑獅子定位城堡。
《Space Mall》為加強跟黑獅子的連繫，而跟伽爾拉大‧巴札爾大帝王以精神體對決。
《Blackout》中跟大‧巴札爾大帝王對決並解鎖黑獅子閃光翼，最後在駕駛艙失去蹤影。
- 吉斯（Keith ）

配音：Steven Yeun
紅獅子駕駛員，性格熱血認真，相對缺乏幽默感，有時會因為和蘭斯對抗而犯蠢。訓練學院駕駛技術第一。
為尋找西羅而離開學院。
與大‧巴札爾大帝王決戰時解鎖紅獅子激光砲。
第二季中發現自己有一柄伽爾拉人的短刀。後在馬摩拉之刃中通過考驗證明自己其實有伽爾拉人血統。
- 皮吉（Katie "Pidge" Holt ）

配音：Bex Taylor-Klaus
綠獅子駕駛員，最年輕成員，富好奇心，擅長機器。
有一張被誤會是跟女友合照的照片，其實是自己跟哥哥的兄妹合照。
因為哥哥在探險期間失蹤，為調查而女扮男裝潛入訓練學院。
「皮吉」其實是假名，真名是「凱提」。
曾獲得一台叫漫遊者的無人機。
曾一度為尋找家人而希望離隊，但意識到小隊同樣需要自己後就留下來。
《Greening the Cube》解鎖植樹砲。
喜歡電子遊戲，曾為買遊戲而跟蘭斯一起拾許願池硬幣，回到城堡才發現自己沒電視玩不了。
- 蘭斯（Lance McClain ）

配音：Jeremy Shada
藍獅子駕駛員，隊中活寶。
因為吉斯離開才進到訓練學院的吊車尾，所以對吉斯有極強對抗意識。
因為對法拉有意思而經常在其面前表現自己，但被對方無視。
容易沉迷女色。本身其實相當缺自信，為此而才想積極表現但經常搞砸，希望得到其他人認同。
《The Depthsbe》解鎖音波砲。
- 漢克（Hunk Garrett ）

配音：Tyler Labine
黃獅子駕駛員，性格温文的大個子，與皮吉、蘭斯在訓練學院編一起的隊友。
因為文化差異，所以負責地球伙伴們的伙食。
曾經懷疑自己是否有責任和能力拯救宇宙，但在親眼見識敵方如何奴役人民後改變想法。
《The Ark of Taujeer》解鎖黃獅子的強力鋼爪。
《Space Mall》於太空商場餐廳做菜並獲得廣泛認同。
- 法拉公主（Princess Allura ）

配音：Kimberly Brooks
公主，一萬年前國家遭敵方入侵，被父王與獅子一起分別收藏冬眠了一萬年，直到西羅等人將其解封。。
城堡總指揮，視責任大於一切。
認為獅子們和駕駛員比自己更重要，間接導致《Collection and Extraction》自己被俘虜以及《The Ark of Taujeer》懷疑敵人利用自己來定位城堡時而自己一個離開。
城堡保存父皇記憶和思想，公主經常與其對話和求助，但後來因電腦病毒入侵而被迫親手全部刪除。
具改變自己外形化成其他外星人的能力。
因為家園被伽爾拉人摧毀，所以對伽爾拉人和反叛組織沒好感，在知道吉斯有伽爾拉人血統後一度態度冷淡。
- 克蘭（Coran ）

配音：Rhys Darby
城堡管家，被入侵時和公主一起冬眠。注重傳統和禮儀的老紳士，經常和蘭斯一起耍寶。
- 阿爾提亞王（King Alfor ）

配音：Keith Ferguson
一萬年前國家遭伽爾拉人入侵，將公主與獅子一起分別收藏於其他星球。
紅獅子前駕駛員。
記憶跟思想被保存在城堡電腦，後來因為病毒入侵而被迫一同刪除。

##### 敵方
- 大‧巴札爾大帝王

伽爾拉帝國皇帝，黑獅子前駕駛員。
能以遠程干涉黑獅子控制權。第二季中在女巫幫助下能鎖定黑獅子位置。同季第七集和西羅以精神體對決爭奪黑獅子控制權，最後因其行事作風而被黑獅子趕跑。
與五獅王決戰後昏迷。
- 妖婆荷妮瓦

怪物的創造者。
真正身份是阿爾提亞人。
- 米賽克斯

原角鬥場冠軍，直到被西羅打敗。後被妖婆荷妮瓦改造成怪物。
- 森達克

獨眼和有一條大機器臂的戰士，大‧巴札爾授命去抓捕五獅王。
- 哈克瑟斯

森達克的副手。
- 辛克萊皇太子

《Blackout》尾段因大‧巴札爾大帝王昏迷而被妖婆荷妮瓦傳召，目前只有名字被提及。

##### 其他
- 馬摩拉之刃

反對大‧巴札爾統治的迦爾拉人反叛軍。
- 薩姆

皮吉的父親，銀河系加里森公司的探險隊指揮，一年前被俘。
- 馬特

皮吉的哥哥，探險隊隊員，一年前被俘。
- 克萊扎普

自稱阿魯斯人最勇敢戰士，因誤會五獅王和大‧巴札爾艦隊開戰是神明發怒而到城堡調查。
- 奧卡利恩

高科技建築聞名，被入侵後隱居森林，改用植物為材料重新發展。
- 謝伊

巴爾莫拉居民，拹助墜落的漢克和克蘭逃跑。
- 拉克斯

謝伊的哥哥。初期反對拹助漢克和克蘭。

#### 域星
- 阿魯斯

一萬年前城堡降落的星球，當地居民把城堡當成神明，直到藍獅子把西羅等人帶來。
- 巴爾莫拉

並非行星而是一種巨大石化生物，身體會產出能給飛船供能的巨大晶石。
- 奧卡利恩

高科技建築聞名，被入侵後隱居森林，改用植物為材料重新發展。

#### 動畫
| 集數   | 標題                            |
| ------ | ------------------------------- |
| 第一季 |                                 |
| 1      | The Rise of Voltron             |
| 2      | Some Assembly Required          |
| 3      | Return of the Gladiator         |
| 4      | The Fall of the Castle of Lions |
| 5      | Tears of the Balmera            |
| 6      | Taking Flight                   |
| 7      | Return to the Balmera           |
| 8      | Rebirth                         |
| 9      | Crystal Venom                   |
| 10     | Collection and Extraction       |
| 11     | The Black Paladin               |
| 第二季 |                                 |
| 1      | Across the Universe             |
| 2      | The Depths                      |
| 3      | Shiro's Escape                  |
| 4      | Greening the Cube               |
| 5      | Eye of the Storm                |
| 6      | The Ark of Taujeer              |
| 7      | Space Mall                      |
| 8      | The Blade of Marmora            |
| 9      | The Belly of the Weblum         |
| 10     | Escape from Beta Traz           |
| 11     | Stayin' Alive                   |
| 12     | Best Laid Plans                 |
| 13     | Blackout                        |

#### 漫畫
在2016年1月宣布推出兩個漫畫系列詳細講述兩季之間發生的故事。
- 第一冊（2016年）

第一冊漫畫由五集構成，由Lion Forge Comics出版。作者則為Tim Hedrick 和 Mitch Iverson。

#### 活動推廣
為了推廣系列第一季和第二季，曾於2016年10月18日藉由社群媒體舉辦一個怪物創作比賽。在2016年12月27日在社群媒體上宣布的獲獎用戶為「Zilla B 」。

## 角色名稱對照表
|  |  |          | 星際爭霸戰 |
|  |  | -------- | ---------- |
|  |  | 凌雲     | 凱傑       |
|  |  | 明達     | ——         |
|  |  | 志成     | 藍斯       |
|  |  | 高強     | 漢克       |
|  |  | 小飛     |            |
|  |  | 愛娜公主 | 艾蕾娜公主 |
|  |  | 孔宰相   | 柯南       |
|  |  | 薩坎魔王 | 查康國王   |
|  |  | 韃旦王子 | 羅塔王子   |
|  |  | 巫婆     | 海巫婆     |

## 遊戲
於2011年在PlayStation 3與Xbox 360發行的改編版《Voltron: Defender of the Universe》同名下載遊戲。

## 關連事項
- 在《超級機器人大戰W》中，首次現身系列遊戲作品中。
- 改編版本《Voltron》的DVD已於2004年8月至2005年7月之間，由澳洲的經銷商Madman Entertainment發行。而原作版《百獸王五獅王》則是交給Media Blasters在2008年於美國開始先行發售，至於原製作國日本現今目前除了曾在衛星頻道重播外，東映仍未有發行影音軟體的計畫。
- 2008年有消息傳出，二十世紀福斯影業旗下的New Regency製作公司，已經和製作人Mark Gordon共同簽下最終合作案，確定將聯手改編本片為真人版電影。據稱則是受了《變形金剛》的票房佳績影響。故事由編劇Justin Marks執筆，而劇情早在2006年10月就已宣告完稿。故事主線將擺在地球發生浩劫後的美國紐約以及墨西哥，導演及選角仍未確定。原預定於2009年上映，但目前已確定此企畫宣告流產。
- 2025年，則傳出由亨利·卡維爾主演的真人電影版本已經拍攝完成的消息，但上映時間未定。
- 在apex英雄中的銀河守護者和組合力量造型、機甲天際吊飾，也是出於致敬本作品。

## 外部連結
- 台灣電視資料庫[永久]
- 台視《百獸王五獅王》開場白 （页面存档备份，存于）
- 五獅王－五獅合體百獸王五獅王 (片頭)  （页面存档备份，存于）
- 台視《星際爭霸戰》開場白 （页面存档备份，存于）
- 英倫食玩電視廣告 （页面存档备份，存于）
- DXTOY玩具超擊玩具暢流網 - 未來獸合體百科 （页面存档备份，存于）
- 真人電影化消息來源 （页面存档备份，存于）